# Painkiller (Cocktail)

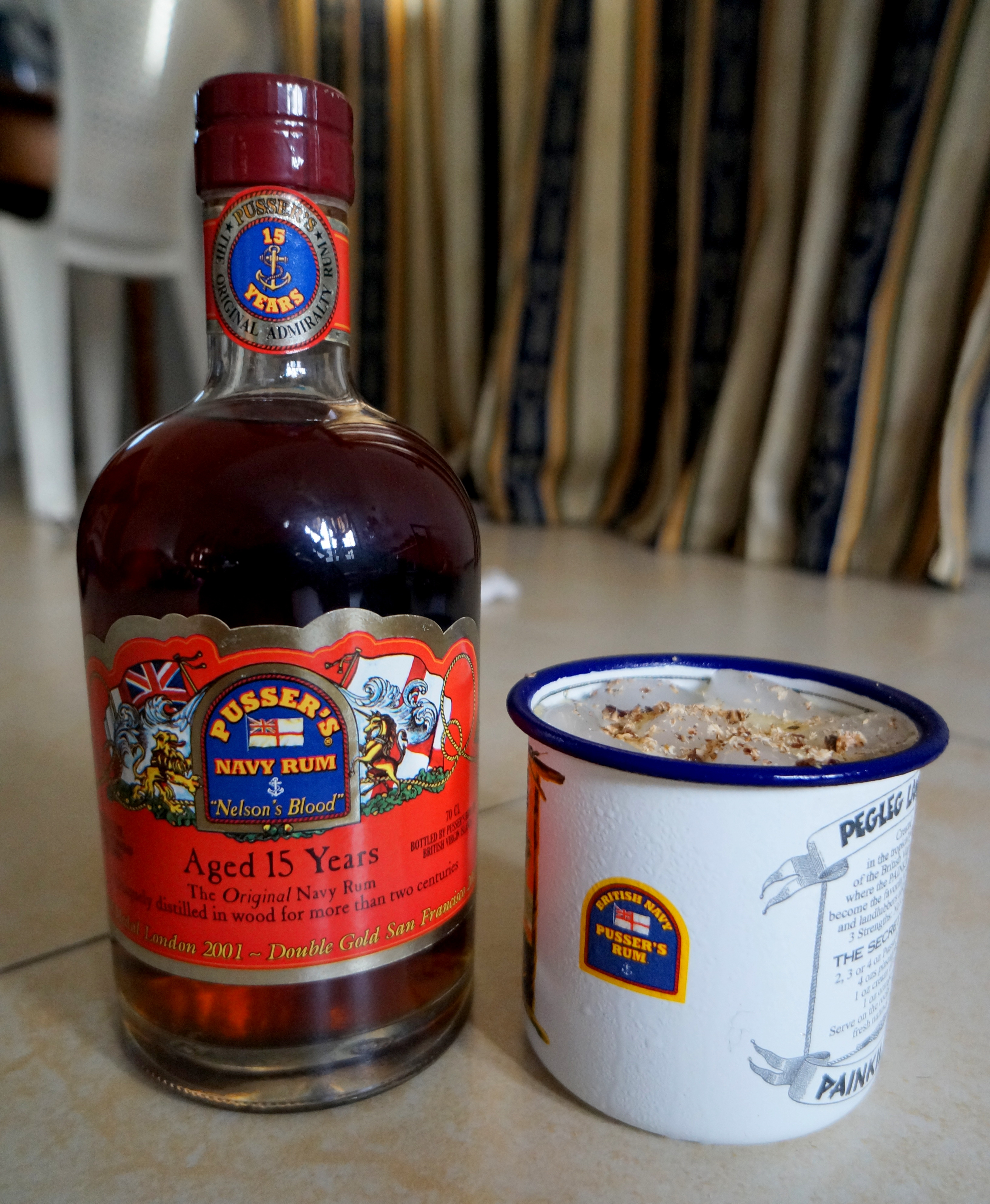
Eine Flasche Pussers 15 Jahre alter Rum und ein Painkiller-Cocktail in einem Pussers-Tumbler.

Der Painkiller ist ein Cocktail mit Rum.
Traditionell werden als erstes dunkler Rum, Orangensaft, Ananassaft und gesüßte Cream of Coconut gemixt, dann geschabtes Eis hinzugegeben und zuletzt etwas Muskatnuss darauf gerieben.

## Geschichte
Der Painkiller ist der offizielle Cocktail der Britischen Jungferninseln. Er wurde in den 1970er Jahren an der Soggy Dollar Bar auf der Insel Jost Van Dyke erfunden.

## Rezept
Originalrezept
- 4 Teile Ananassaft
- 1 Teil Orangensaft
- 1 Teil Cream of Coconut

je nach gewünschter Menge folgenden Anteil Rum hinzugeben:
- für Painkiller #2: 2 Teile Pusser's Rum (dunkler Rum)
- für Painkiller #3: 3 Teile Pusser's Rum
- für Painkiller #4: 4 Teile Pusser's Rum

zusammen mit zerstoßenem Eis (crushed ice) mixen und frisch geriebene Muskatnuss darüber streuen.